# Neuroteológia
Neuroteológia vagy bioteológia a tudományos kutatás egy viszonylag új területe, amely a spiritualitás, vallás, hit biológiai összefüggéseit vizsgálja. A tradicionálisan spirituálisnak mondott szubjektív élmények evolúciós vagy neurobiológiai alapjaival foglalkozik. Ilyen élmények például azok, amelyben a tudatosság, az univerzummal való egység, a téridőnkívüliség, megvilágosodás, módosult tudatállapotairól számolnak be, amelyek a hit egyik alapját képezik sokak számára.
A neuroteológiában például a pszichológusok a szokásos neurobiológiai eljárások szerint megpróbálják meghatározni, hogy az agy mely területei aktivizálódnak, vagy inaktiválódnak bizonyos élmények átélése esetén. A jelenlegi agytomográfiás technológiák felbontóképessége jelentős előrelépést jelent az 1950-es és 1960-as évek viszonyaihoz képest, amikor csak az agyhullámok változásait tudták vizsgálni ilyen esetekben. A jelenlegi technológia elérhetővé teszi, hogy az agyhullámok változásainak okát is vizsgálják. A kissé szenzációhajhász címekben ezen kutatások eredményeit "God Spot" (isten-agyterület) kifejezéssel is illetik, amely kicsit félrevezető, hiszen valószínűleg nem egyetlen, és nem egy nagyon kis agyterület köthető a vallásos élményekhez.
David Wulf a massachusettsi Wheaton College kutatója szerint, a mostani agytomográfiás eljárások a spirituális élmények kultúrák, vallások és területek közötti állandóságával "azt sugalmazza, hogy a közös ok valószínűleg az agybeli struktúrák hatása".
A neuroteológia részben kifejlett tudományos diszciplínák alterülete, részben viszont olyan filozófiai gondolkodók is kapcsolódnak hozzá, amely miatt egyes lazábban értelmezett és ide kötött kutatás áltudománynak is minősíthető.

## Eredmények
- Az 1980-as években Dr. Michael Persinger kísérleti alanyok temporális lebenyét mágneses mezővel stimulálta, hogy megvizsgálja, hogy tud-e vallásos élményeket előidézni. A vizsgálatai szerint a stimulálás leginkább egy "időtlen lény jelenléte a szobában" élmény előidézésére volt alkalmas. Ez a kutatás nagy szenzációt keltett, és a neuroteológia születésének mondható. Érdekesség, hogy Richard Dawkins, híres ateista tudós is alávetette ennek a kísérletnek magát, de nála nem tapasztaltak mást, csak "evilági" hatást.  Persinger eredményeit később svéd kutatók megkérdőjelezték. A 2004-ben az Uppsalai egyetemen elvégzett kísérletsorozat során megismételték a halántéklebeny mágneses stimulációját, ám a kísérleti alanyokból kialakítottak egy kontroll csoportot is, akik szintén viselték a stimuláló sisakot, de nem tették ki őket mágneses mezőnek. Az eredmény az lett, hogy a kontroll csoport tagjai is hasonló arányban érezték a Persinger által "jelenlét élménynek" nevezett érzést. A Pehr Granqvist egyetemi tanár által vezetett kutatócsoport ezért nem a mágnesességnek, hanem a pszichológiai alapon magyarázható placebó hatásnak tulajdonította Persinger eredményeit.
- Dr. James Austin neurobiológus a "Zen and the Brain ("Zen és az agy") című könyvében azt írja, hogy a téren és időn kívüliség élménye bizonyos magasabb funkciók kiesésének tudható be, amelyek meghatározott agyterületekhez kötődnek. Ilyen az amygdala, amely a veszélyeket monitorozza; a parietális lebeny, amely térben és időben orientál és az én és a világ elkülönítéséért felelős, valamint a frontális és temporális lebeny, amely az időt reprezentálja és öntudatosságot gerjeszt.
- Andrew Newberg és társai, buddhista szerzetesek meditációját, és ferences apácák mély imáit vizsgálták agytomográfiás eljárásokkal, és hasonló eredményekről számolnak be.
- Vilayanur Ramachandran, neurobiológus, 1997-ben szintén a temporális lebeny és spirituális élmények közötti összefüggésről számolt be vizsgálatai alapján. Ezek szerint a temporális epilepszia és a spirituális fogékonyság között van összefüggés.
- Az epilepszia és vallásosság közötti összefüggés régi hagyományos nézet egyben. Bizonyos történészek ezzel magyarázzák Pál apostol (Saul) megtérésének leírását az Újtestamentumban. [halott link]
- Gregory L. Holmes, neurobiológus egy közismert 19. századi próféta és író, Ellen White esetét vizsgálja, és arra a konklúzióra jut, hogy profetikus élményei és írásai valószínűleg baleset következtében szerzett epilepsziás temporális lebenyének köszönhetők. . Sajnos Ellen White már nem vizsgálható, tehát ezt az eredményt csak a baleset, és a viselkedésének leírásai támasztják alá. Inkább, mint érdekességet említjük, mint eredményt.
- Dean Hammer , genetikus a spiritualitás és genetikai állomány közötti összefüggéseket kutatva talált egy olyan gént, amely statisztikailag gyenge korrelációt mutatott a spirituális tesztek eredményével. Hipotézisét a "The God Gene" (Az istengén)  című könyvében publikálta, amelyet sok kritika ért szenzációhajhász címe és állítólag túlinterpretált eredményei miatt. Carl Zimmer kritikája, Scientific American.
- Ide tartoznak a hit gyógyító hatásáról szóló kutatások is. Tudományos szempontból egy beteg hite, mint pszichés állapot az ún. placebohatás mintájára valóban befolyással lehet a gyógyulására. Folynak placebohatást kiszűrő kettős vak kísérletek a távoli ima gyógyító hatásáról. Számos cikk számol be egy statisztikailag kis hatásról, mások ezt is vitatják, és a kísérlet tervezésének hibáinak tudják be ezeket. Hatástalanságot, sőt, ellentétes hatást kimutató vizsgálatok is léteznek. Összességében nem mondhatjuk, hogy tudományosan elfogadott, hogy a hitnek a placebohatáson kívül lenne gyógyítő ereje.

## További olvasmányok
- NeuroTheology: Brain, Science, Spirituality, Religious Experience by R. Joseph, Andrew Newberg, Matthew Alper, William James, Friederich Neitzshe, Eugene G. d'Aquili, Michael Persinger, Carol Albright. (2nd edition, 2003) University Press. ISBN 0-9716445-8-6.
- Neurotheology: Virtual Religion in the 21st Century by Laurence O. McKinney. (1994) American Institute for Mindfulness. ISBN 0-945724-01-2.